# Александр Юрьевич Нетша
Александр Юрьевич Нетша (2-я половина XIV века) — родоначальник дворянского рода, известного под условным названием Нетшиных (или «рода Нетши»), ветвями которого были Даниловы, Дмитриевы и Дмитриевы-Мамоновы. Согласно родословной легенде, он был Рюриковичем — потомком смоленских князей. В частном родословце князя Вадбольского его отцом указан Фёдор Константинович.

## Происхождение
Традиционно считается, что Александр Нетша был потомком смоленских князей, однако Бархатная книга, описывая род Дмитриевых-Мамоновых, версии происхождения отбросила, начиная родословие с Александра. Его происхождение указывается в ряде частных родословцев, однако в них достаточно много хронологических и других несообразностей. 
Родословец князя Вадбольского даёт следующее происхождение Александра:
- Ростислав Мстиславич, князь Смоленский;
  - Фёдор Ростиславич;
  -  Константин Ростиславич;
    -  Фёдор Константинович;
      -  Александр Нетша.

На хронологические проблемы этой родословной указал С. Б. Веселовский, отметив, что Константин был не сыном, а внуком Ростислава, а также на то, что между Ростиславом, который жил в XIII веке, и жившим, вероятно, во второй половине XIV века Александром Нетшей должно быть минимум 6 поколений, а не 3, как указано в родословной.
В синодике Успенского собора, сделанной в первой четверти XVI века, при упоминаются в нисходящем порядке предки Семёна Плота (потомка Александра): «князь Константин, Александр, Дмитрий и т. д.», при этом опущено имя Фёдора, который в Бархатной книге, а первоначально, скорее всего, в Государевом родословце, превратился в Юрия. Веселовский предположил, что причиной подобного явления являются сбивчивые семейные предания о происхождении рода.

## Биография
О биографии Александра Нетши ничего не известно. Жил он, вероятно, во второй половине XIV века. Его имя, как и имена его детей, известны только по родословным. В родословце князя Вадбольского указывается, что он «служил в Немцах и приехал из Немец к великому князю Ивану Данииловичу». Первым достоверно известным лицом в роде является только его внук, Андрей Дмитриевич, который был боярином князя Ивана Андреевича Можайского.

## Дети
Имя жены Александра неизвестно. Согласно родословным, у него было трое сыновей:
- Иван Александрович[1][2];
- Дмитрий Александрович[1][2];
- Семён Александрович[1][2].